# Neofidonia nigristigma
Neofidonia nigristigma là một loài bướm đêm trong họ Geometridae.